# Gladys Rodríguez
Gladys Rodríguez Miranda (San Juan, Puerto Rico; 4 de junio de 1943) es una actriz, escritora y comediante puertorriqueña que ha sido reconocida tanto en televisión, teatro y cine, así como en cortometrajes, largometrajes y videohomes.

## Biografía
Nació el 4 de junio de 1943, en Santurce, San Juan, Puerto Rico. A sus 8 años, viaja a Nueva York y estudia drama y ballet en la "Children's Hour Academy". Regresa a Puerto Rico, donde inició sus estudios de arte y drama, siendo instruida por Edmundo Rivera Álvarez. Estudió en el Departamento de Drama de la Universidad de Puerto Rico. Entre los años 1968 y 1969, protagonizó telenovelas que la hicieron conocida en Puerto Rico. Ha trabajado con actores puertorriqueños como Braulio Castillo (hijo), Gilda Haddock, Tommy Muñiz, Armando Calvo y Esther Sandoval. También trabajó con actores internacionales como Rogelio Guerra, Sandro y Karla Monroig.

## Filmografía

### Telenovelas
- Milagro de amor (1960)
- La mujer de aquella noche (1968)
- Entre el puñal y la cruz (1969)
- Simplemente María (1969)
- La sombra de Belinda (1979)
- Marta Llórens (1979)
- Rojo verano (1980)
- Ariana, un amor de leyenda (1980)
- Viernes social (1981)
- Fue sin querer (1982)
- La isla (1987)- Laura
- Dueña y señora (2006|

### Películas
- The Caller (2011)
- La fuga (2010) - Genoveva Orama
- La recompensa (2008) - Lydia
- El sueño del regreso (2005) - Carlotta
- Que buena vida! (2005)
- Zompi (2005) - Geno
- Bitter Sweat (2003)
- Amores como todos los demás (1999) - Yolanda
- El poder de Shakti (1996)
- Desvío al paraíso (1994) - Lona
- La guagua aérea (1993)
- Lo que le pasó a Santiago (1989) - Angelina
- Una aventura llamada Menudo (1982) - Señora Mia
- Dios los cría (1979) - Annette
- La mujer del diablo (1974)
- Un largo viaje hacia la muerte (1968)
- El satánico (1968)
- Los expatriados (1964)
- Cuentos con Don Abelardo
- LSD

### Miniseries
- El regalo (2006) - Elizabeth
- Amores (2004)

### Teatro
- La Carreta
- Mujeres de la Biblia
- Sorpresa
- Guerra menos guerra es igual a sexo
- El rey y yo
- Eréndira
- Flor de presidio
- La zorra
- El próximo año a la misma hora
- El búho y la gatita
- La señorita Margarita
- La enemiga (1984)
- Los soles truncos
- Palacios de cartón
- Muerte en el Nilo
- Un tranvía llamado deseo
- La divina infiel
- The King and I

### Comedias / Unitarios / Programas
- Los García (1977)
- Ellas al mediodía
- Ahora
- Posada Corazón
- Sylvia Rexach: Hasta el fondo del dolor
- Se compra un corazón

### Escritora
- Aliup (1994)